# Лапландська війна

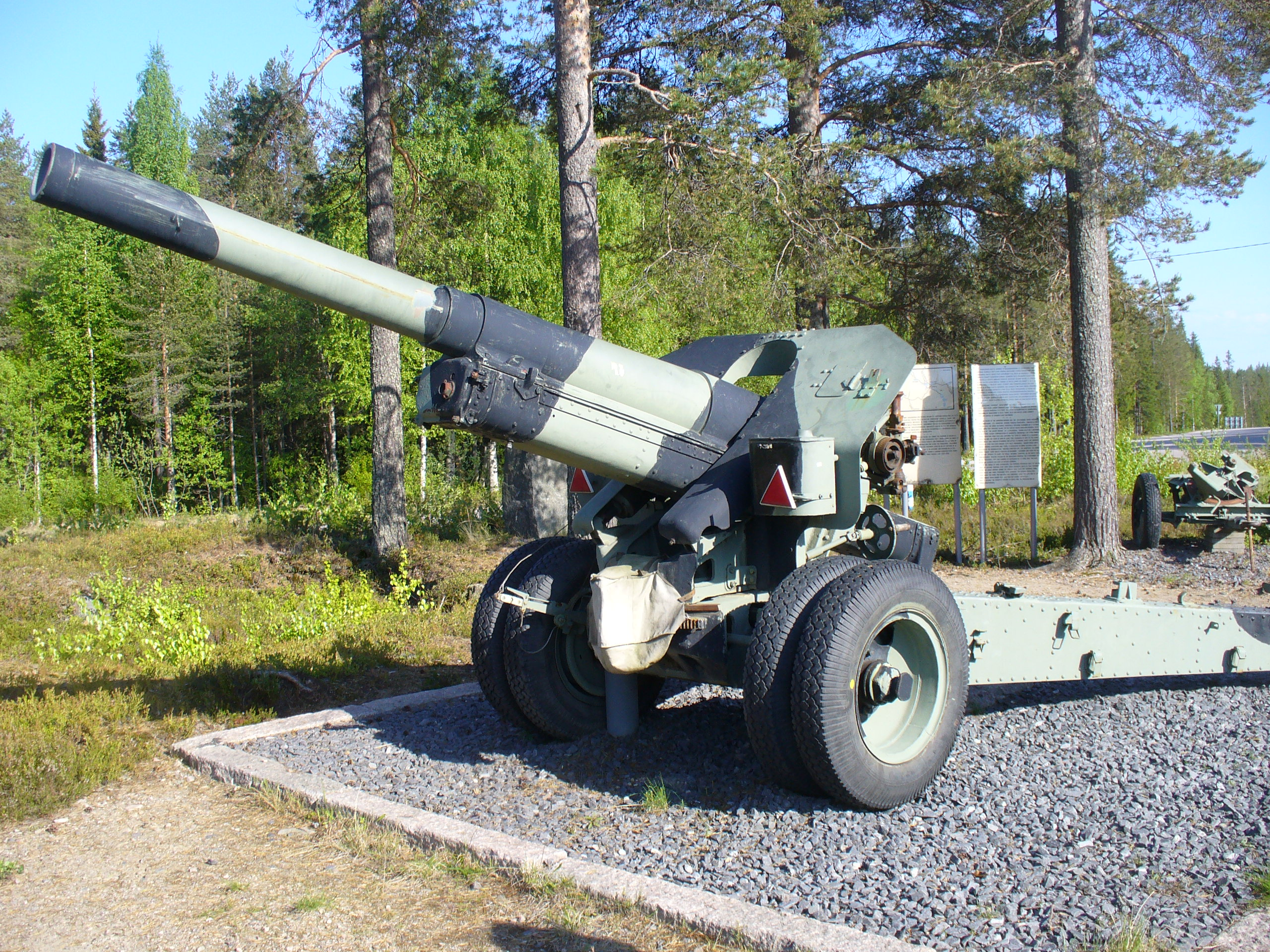
Місце перших пострілів Лапландської війни

Лапландська війна (фін. Lapin sota; швед. Lapplandskriget; нім. Lapplandkrieg) — військові дії між Фінляндією і Німеччиною у вересні 1944 — квітні 1945 року. Назва дана за північною фінською провінцією Лапландія.

## Передумови до конфлікту
Ще влітку 1943 року німецьке верховне командування почало будувати плани на випадок можливого сепаратного мирного договору між Фінляндією і СРСР. Планувалося зосередити угрупування військ на півночі Фінляндії для оборони нікелевих шахт у районі Петсамо і селища Колосйокі (нині селище Нікель у Мурманській області). Упродовж зими 1943—1944 років німці поліпшили дороги між північними районами Норвегії та Фінляндії з широким використанням праці військовополонених (багато хто з них був захоплений у Південній Європі та досі були одягнені в літню форму, що й спричинило великі жертви), і розмістили тут свої склади. Таким чином, коли у вересні 1944 року Фінляндія уклала мир із Радянським Союзом, німці були до цього добре підготовлені.

## Бойові дії
У внутрішній Фінляндії німецьких військ практично не було. Вермахт був представлений переважно в районі Арктики й у вигляді авіації на фронті. Відразу після виходу Фінляндії з війни, деякі чини вермахту і фінські армійські офіцери пробували організувати відносно мирну евакуацію солдатів. Бої почалися після того, як фіни почали виконувати радянську вимогу спровадити німецькі війська з Фінляндії. Фіни опинилися, таким чином, у ситуації, в якій вже побували Італія і Румунія, які після переходу на бік союзників були змушені своїми силами добиватися звільнення своєї території від німецьких військ. Завдання фінів було ускладнене вимогою СРСР демобілізувати основну частину фінської армії.
Німецький флот під час операції Танне Ост (нім. Tanne Ost, «Східна ялина») марно спробував захопити острів Гоґланд (фін. Suursaari) 15 вересня 1944 року у Фінській затоці, хоча після виходу Червоної армії до південного узбережжя Балтики, це втрачало навіть тактичний сенс. Уже 19 вересня Гітлер віддав наказ відступити з Естонії.
Бойовими діями проти німецьких військ керував фінський генерал Ялмар Сііласвуо. У жовтні-листопаді 1944 року він вигнав німецькі війська з більшої частини Північної Фінляндії. Німецькі сили під командуванням генерала Лотара Рендуліча спустошили розлогі області Північної Фінляндії, використовуючи тактику випаленої землі. Понад третину житлового фонду було зруйновано, а місто Рованіемі було зруйноване вщент.
Останні німецькі загони полишили територію Фінляндії у квітні 1945 року.

## Результати
Окрім втрат власності, оцінених приблизно в 300 мільйонів доларів США (за курсом 1945 року), приблизно 100 000 жителів стали біженцями, що додалося до проблем післявоєнної реконструкції.
Після того, як війна закінчилася, союзники засудили Рендуліча за воєнні злочини до 20 років в'язниці.
До цього періоду належить поява у фінському календарі таких пам'ятних дат, як і Національний день ветеранів.

## Відео
- Документальний фільм про Лапландську війну: I [Архівовано 2 травня 2013 у Wayback Machine.], II [Архівовано 28 червня 2013 у Wayback Machine.], III [Архівовано 28 червня 2013 у Wayback Machine.], IV [Архівовано 28 червня 2013 у Wayback Machine.](рос.)

## У культурі
У березні 2021 року українські розробники з Києва Starni Games анонсували гру Strategic Mind: Spirit of Liberty про радянсько-фінську війну, серед якої і період Лапландської війни .
1. ↑  Розробники з України анонсували гру про радянсько-фінську війну. Український мілітарний портал. Архів оригіналу за 4 березня 2021. Процитовано 4 березня 2021.